# Campionati europei di winter triathlon del 2015
I Campionati europei di winter triathlon del 2015 (XVII edizione) si sono tenuti a Reinosa in Spagna, in data 31 gennaio 2015.
Tra gli uomini ha vinto per la terza volta (seconda consecutiva) il russo Pavel Andreev. Tra le donne ha trionfato la russa Olga Parfinenko.

## Risultati

### Élite uomini
| Pos. | Atleta                        | Paese     | Corsa    | Bici     | Sci      | Totale   |
| ---- | ----------------------------- | --------- | -------- | -------- | -------- | -------- |
|      | Pavel Andreev                 | Russia    | 00:17:06 | 00:26:13 | 00:08:55 | 00:53:06 |
|      | Evgeny Kirillov               | Russia    | 00:17:06 | 00:26:11 | 00:08:54 | 00:53:08 |
|      | Dmitriy Bregeda               | Russia    | 00:17:07 | 00:25:59 | 00:09:32 | 00:53:48 |
| 4    | Egoitz Zalakain Erbiti        | Spagna    | 00:17:11 | 00:26:05 | 00:09:30 | 00:54:23 |
| 5    | Pello Osoro                   | Spagna    | 00:17:29 | 00:26:37 | 00:09:04 | 00:54:30 |
| 6    | Kristian Monsen               | Norvegia  | 00:17:05 | 00:26:40 | 00:09:33 | 00:54:36 |
| 7    | Joan Freixa Marcelo           | Spagna    | 00:17:36 | 00:26:47 | 00:09:37 | 00:55:11 |
| 8    | Giuseppe Lamastra             | Italia    | 00:17:55 | 00:26:18 | 00:09:43 | 00:55:18 |
| 9    | Pavel Yakimov                 | Russia    | 00:17:19 | 00:27:12 | 00:09:32 | 00:55:27 |
| 10   | Oivind Bjerkseth              | Norvegia  | 00:17:47 | 00:26:29 | 00:10:07 | 00:55:49 |
| 11   | Fedor Golubev                 | Russia    | 00:17:45 | 00:26:49 | 00:10:08 | 00:55:58 |
| 12   | Aitor Regillaga               | Spagna    | 00:17:32 | 00:26:39 | 00:10:24 | 00:56:16 |
| 13   | Jon Erguin                    | Spagna    | 00:18:29 | 00:27:28 | 00:09:54 | 00:57:13 |
| 14   | Pavel Jindra                  | Rep. Ceca | 00:18:59 | 00:27:17 | 00:09:38 | 00:57:24 |
| 15   | Ignacio Ara Perez             | Spagna    | 00:18:08 | 00:28:02 | 00:10:08 | 00:57:30 |
| 16   | Martin Andersen               | Norvegia  | 00:18:28 | 00:27:28 | 00:10:12 | 00:57:43 |
| 17   | Oscar Lado                    | Spagna    | 00:18:55 | 00:27:32 | 00:10:22 | 00:57:52 |
| 18   | Roman Vasin                   | Russia    | 00:18:44 | 00:27:46 | 00:10:12 | 00:58:31 |
| 19   | Jesús Alberto García Colas    | Spagna    | 00:18:16 | 00:28:46 | 00:10:32 | 00:59:02 |
| 20   | Javier Ortiz De Carlos        | Spagna    | 00:18:30 | 00:29:10 | 00:10:08 | 01:00:08 |
| 21   | Xabier Zarranz Domench        | Spagna    | 00:18:55 | 00:28:15 | 00:11:18 | 01:00:13 |
| 22   | Daniel Antonioli              | Italia    | 00:17:05 | 00:32:52 | 00:09:50 | 01:00:43 |
| 23   | Antonio Jose Suarez Fernandez | Spagna    | 00:18:10 | 00:29:56 | 00:10:53 | 01:01:11 |
| 24   | Carlos Garcia Diaz            | Spagna    | 00:17:56 | 00:32:35 | 00:10:47 | 01:04:15 |
| 25   | Urtzi Murgia                  | Spagna    | 00:20:54 | 00:30:14 | 00:11:24 | 01:04:29 |
| 26   | Arturo Domercq Alcaide        | Spagna    | 00:20:10 | 00:31:45 | 00:10:56 | 01:04:53 |
| 27   | Jorge Andres Cueto Perez      | Spagna    | 00:20:24 | 00:32:04 | 00:11:23 | 01:05:36 |
| 28   | Eivind Andreas Roed           | Norvegia  | 00:18:54 | 00:32:40 | 00:11:33 | 01:05:59 |
| 29   | Alberto Ara                   | Spagna    | 00:21:01 | 00:31:41 | 00:12:32 | 01:07:01 |
| 30   | Sonny Stauder                 | Italia    | 00:20:28 | 00:35:06 | 00:11:21 | 01:08:53 |
| 31   | Jesus Rodil Patricio          | Spagna    | 00:21:54 | 00:33:28 | 00:12:32 | 01:10:33 |
| 32   | Julian Macho Serna            | Spagna    | 00:18:55 | 00:46:31 | 00:12:03 | 01:18:45 |

### Élite donne
| Pos. | Atleta                    | Paese     | Corsa    | Bici     | Sci      | Totale   |
| ---- | ------------------------- | --------- | -------- | -------- | -------- | -------- |
|      | Olga Parfinenko           | Russia    | 00:20:14 | 00:31:46 | 00:10:45 | 01:04:10 |
|      | Sarka Grabmullerova       | Rep. Ceca | 00:20:17 | 00:31:44 | 00:11:01 | 01:04:29 |
|      | Ana Casares               | Spagna    | 00:20:17 | 00:33:16 | 00:10:13 | 01:06:21 |
| 4    | Yana Lavnikovich          | Russia    | 00:21:51 | 00:32:40 | 00:11:15 | 01:07:02 |
| 5    | Yolanda Magallon Vallejo  | Spagna    | 00:21:10 | 00:33:20 | 00:11:12 | 01:07:10 |
| 6    | Ingrid Lorvik             | Norvegia  | 00:20:31 | 00:34:31 | 00:10:54 | 01:08:07 |
| 7    | Tatiana Charochkina       | Russia    | 00:22:22 | 00:34:36 | 00:11:35 | 01:10:18 |
| 8    | Maite Murgia              | Spagna    | 00:21:56 | 00:35:02 | 00:12:20 | 01:10:45 |
| 9    | Gemma Hernandez Andoain   | Spagna    | 00:21:11 | 00:37:28 | 00:11:05 | 01:12:05 |
| 10   | Merche Bonastre Rodríguez | Spagna    | 00:21:52 | 00:36:42 | 00:11:10 | 01:12:17 |
| 11   | Soraya Garcia Alvarez     | Spagna    | 00:21:10 | 00:38:29 | 00:11:38 | 01:13:04 |

### Under 23 uomini
| Pos. | Atleta                 | Paese    | Corsa    | Bici     | Sci      | Totale   |
| ---- | ---------------------- | -------- | -------- | -------- | -------- | -------- |
|      | Pello Osoro            | Spagna   | 00:17:29 | 00:26:37 | 00:09:04 | 00:54:30 |
|      | Pavel Yakimov          | Russia   | 00:17:19 | 00:27:12 | 00:09:32 | 00:55:27 |
|      | Fedor Golubev          | Russia   | 00:17:45 | 00:26:49 | 00:10:08 | 00:55:58 |
| 4    | Ignacio Ara Perez      | Spagna   | 00:18:08 | 00:28:02 | 00:10:08 | 00:57:30 |
| 5    | Roman Vasin            | Russia   | 00:18:44 | 00:27:46 | 00:10:12 | 00:58:31 |
| 6    | Xabier Zarranz Domench | Spagna   | 00:18:55 | 00:28:15 | 00:11:18 | 01:00:13 |
| 7    | Eivind Andreas Roed    | Norvegia | 00:18:54 | 00:32:40 | 00:11:33 | 01:05:59 |
| 8    | Sonny Stauder          | Italia   | 00:20:28 | 00:35:06 | 00:11:21 | 01:08:53 |

### Under 23 donne
| Pos. | Atleta           | Paese  | Corsa    | Bici     | Sci      | Totale   |
| ---- | ---------------- | ------ | -------- | -------- | -------- | -------- |
|      | Yana Lavnikovich | Russia | 00:21:51 | 00:32:40 | 00:11:15 | 01:07:02 |
|      | Maite Murgia     | Spagna | 00:21:56 | 00:35:02 | 00:12:20 | 01:10:45 |

### Junior uomini
| Pos. | Atleta                   | Paese    | Corsa    | Bici     | Sci      | Totale   |
| ---- | ------------------------ | -------- | -------- | -------- | -------- | -------- |
|      | Pablo Verdoy             | Spagna   | 00:16:54 | 00:30:14 | 00:09:51 | 00:58:46 |
|      | Txomin Osoro Gutierrez   | Spagna   | 00:18:52 | 00:28:46 | 00:10:29 | 00:59:27 |
|      | Carlos Lopez Quilis      | Spagna   | 00:19:03 | 00:29:07 | 00:11:59 | 01:01:16 |
| 4    | Javier Magallon Martinez | Spagna   | 00:19:01 | 00:31:32 | 00:10:35 | 01:02:45 |
| 5    | Jaime Izquierdo Alcazar  | Spagna   | 00:20:56 | 00:29:31 | 00:11:08 | 01:03:03 |
| 6    | Marco Liporace           | Italia   | 00:19:34 | 00:30:24 | 00:11:48 | 01:03:12 |
| 7    | Antonio Monton Garcia    | Spagna   | 00:20:29 | 00:31:01 | 00:10:45 | 01:03:51 |
| 8    | Martin Røste Omdal       | Norvegia | 00:22:01 | 00:28:33 | 00:11:20 | 01:04:02 |
| 9    | Carlos Manuel Todo       | Spagna   | 00:19:14 | 00:32:15 | 00:10:10 | 01:04:08 |
| 10   | Nehuen Truc              | Italia   | 00:19:34 | 00:33:06 | 00:11:35 | 01:05:50 |
| 11   | Guillem Cabrera Salelles | Spagna   | 00:21:52 | 00:33:00 | 00:12:54 | 01:10:17 |
| 12   | Carles Bovi Fuentes      | Spagna   | 00:21:34 | 00:36:27 | 00:12:06 | 01:12:03 |
| 13   | Javier Sedano Cibrian    | Spagna   | 00:22:26 | 00:38:50 | 00:13:58 | 01:18:06 |

### Junior donne
| Pos. | Atleta                  | Paese  | Corsa    | Bici     | Sci      | Totale   |
| ---- | ----------------------- | ------ | -------- | -------- | -------- | -------- |
|      | Sara Martinez Laguna    | Spagna | 00:24:33 | 00:41:47 | 00:13:12 | 01:21:13 |
|      | Maria Anguix            | Spagna | 00:26:54 | 00:41:00 | 00:13:09 | 01:25:22 |
|      | Raquel Benito Rodriguez | Spagna | 00:27:15 | 00:42:32 | 00:13:40 | 01:25:26 |
| 4    | Maria Martinez Viguer   | Spagna | 00:26:55 | 00:46:47 | 00:14:41 | 01:31:40 |